# Corona-Schröter-Weg

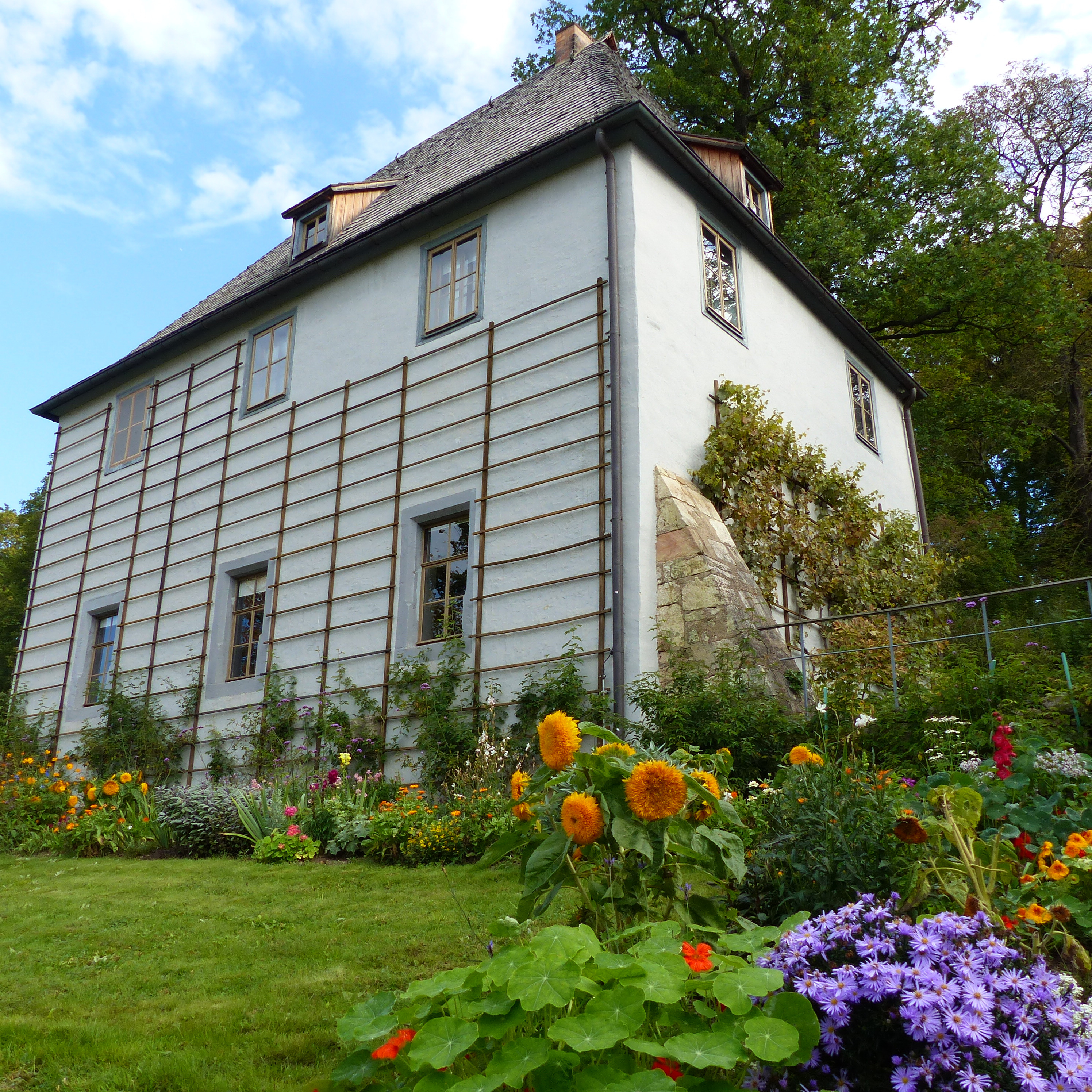
Goethes Gartenhaus, Corona-Schröter-Weg 1

Der Corona-Schröter-Weg führt von Oberweimar von der Ilmstraße kommend als einziger als Straßenzug ausgewiesener direkt über den Ilmpark in Weimar. Er wird zur Parkvorstadt gerechnet. Er ist als Feldweg/Waldweg (Wirtschaftsweg) ausgewiesen. Hauptsächlich dient er als Fuß- und Radweg. Mit ca. 1,5 km ist er der längste Weg im Ilmpark, den er in fast voller Länge überquert. Er endet an der Straße Am Horn.
Benannt wurde er am 25. April 1946 nach der Sängerin und Schauspielerin Corona Schröter, die einst Goethe nach Weimar holte. Auch topographisch ist hier im Ilmpark eine Verbindung gegeben, da er direkt an Goethes Gartenhaus vorbeiführt. Der Corona-Schröter-Weg führt an folgenden denkmalgeschützten Einzelobjekten vorbei. Von Oberweimar beginnend sind es die KünstlerGärten Weimar unterhalb der Villa Haar und Goethes Gartenhaus mit der Hausnummer Corona-Schröter-Weg 1. Das in der Nähe von Goethes Gartenhaus befindliche Pogwisch-Haus hat die Nummer Am Horn 4 a.
Der Corona-Schröter-Weg steht auf der Liste der Kulturdenkmale in Weimar (Sachgesamtheiten und Ensembles). Die genannten Gebäude stehen zudem auf der Liste der Kulturdenkmale in Weimar (Einzeldenkmale). Der Ilmpark als Ganzes steht auf der Liste der Unesco-Denkmale in Weimar.